# 节蛙科
节蛙科（学名：Arthroleptidae），是两栖纲无尾目的一科，分布于撒哈拉以南非洲。
它们是小型的陆栖蛙，体长不到4厘米，主要栖息在林地地表的落叶层上。由于完全陆栖，因而没有蝌蚪。它们会在地面、岩石裂缝或落叶中产卵， 有些孵化出来直接是完成变态的小蛙，另一些则留有尾巴。

## 分类
- 节蛙亚科（Arthroleptinae）
  - 节蛙属（Arthroleptis）
  - 无胸柱蛙属（Astylosternus）
  - 心舌蛙属（Cardioglossa）
  - 纤趾蛙属（Leptodactylodon）
  - 暮蛙属（Nyctibates）
  - 暗蛙属（Scotobleps）
  - 髮蛙屬（Trichobatrachus）
- 小黑蛙亚科（Leptopelinae）
  - 小黑蛙属（Leptopelis）